# CRISPR

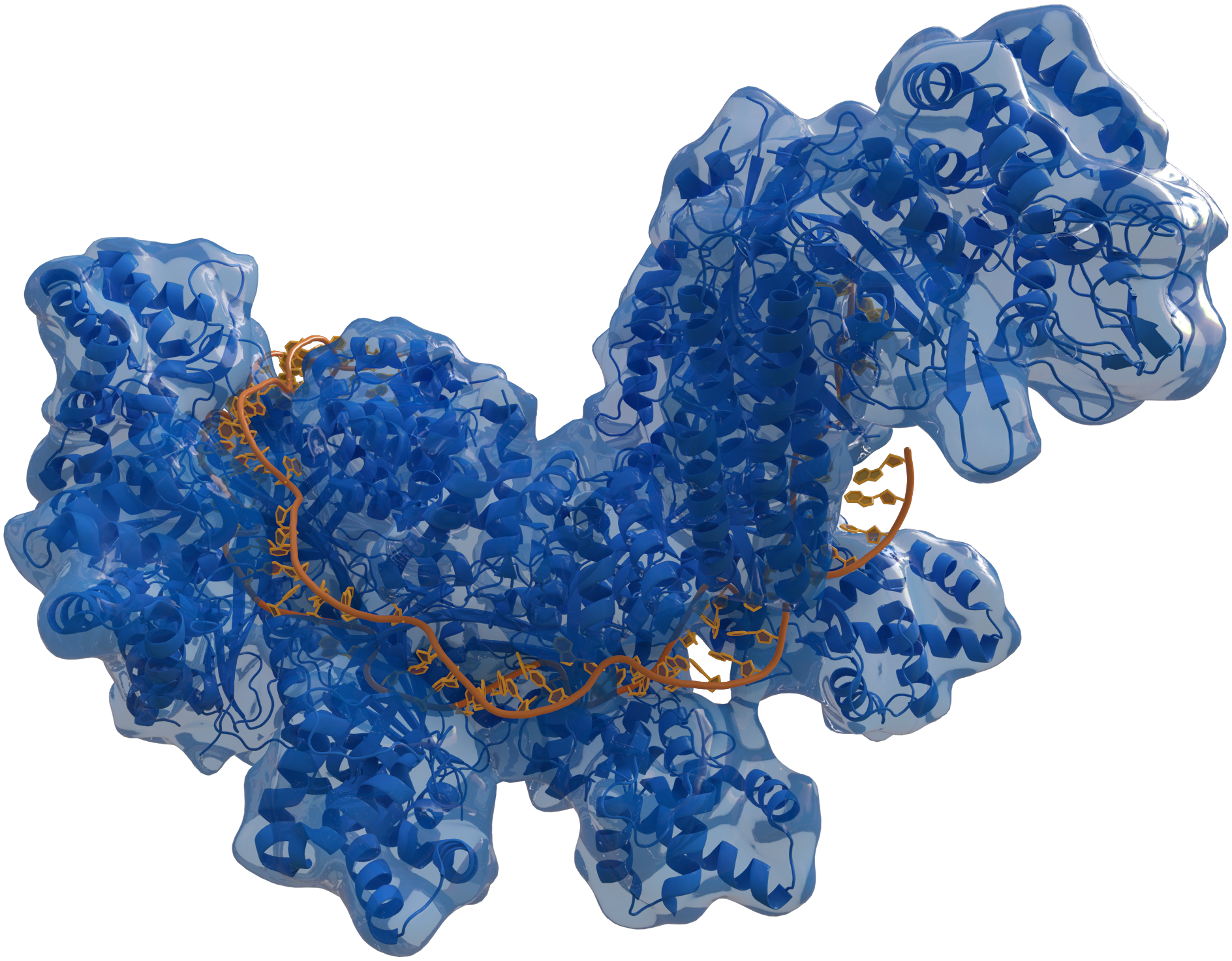
CRISPR.

CRISPR són les inicials en angles per a Clustered Regularly Interspaced Short Palindromic Repeats. Traduït com a repeticions palindròmiques curtes agrupades i regularment interespaiades (abreviatura pronunciada crisper). És un mètode en biologia molecular per editar l'ADN genòmic. Actualment, el sistema CRISPR es divideix en dos components: l'ARN guia i l'endonucleasa associada a CRISPR (per exemple, Cas9). A la natura bacteris usen el sistema CRISPR per defensar-se d'atacs virals.
L'ARN guia (ARNg) és una mescla d'ARN bacterians: ARNcr i ARNtracr (ARNcr trans-activat). Així l'ARNg combina en una sola molècula d'ARN l'especificitat dels ARNcr i les propietats estructurals dels ARNtracr.
Així, quan ambdós, l'ARNg i l'endonucleasa Cas9 són expressades dins una cèl·lula, la diana genòmica de l'ARNg és modificada de forma permanent i el gen queda modificat, sovint per evitar la seva expressió.
Perquè la seqüència genòmica pugui ser editada, ha de contenir l'anomenada seqüència PAM (de l'anglès: Protospacer Adjacent Motif). La seqüència PAM es troba a continuació de la seqüència de l'ADN genòmic diana per l'ARNg. Un cop el complex ARNg/Cas9 reconeix la seqüència diana de l'ADN genòmic, Cas9 tallarà les dues cadenes de l'ADN genòmic 3-4 bases per sobre de la seqüència PAM (en direcció 5' de l'ADN). Un cop tallat l'ADN, la cèl·lula intentarà reparar el dany, i ho pot fer emprant qualsevol dels dos mecanismes de reparació que té: unint els dos extrems tallats de forma no homòloga (mecanisme conegut com a NHEJ) o per la via emprant l'homologia de cadena (HDR). El mecanisme NHEJ sovint causa mutacions per inserció o per pèrdua de bases d'ADN, i així causant desplaçament en el marc de lectura dels codons, i causant codons d'aturada de forma prematura. Per la reparació HDR cal una plantilla per reparar el tall. Així la biologia molecular treu avantatge d'aquest mètode de reparació per introduir mutacions específiques en un gen. Així a falta de subministrar una plantilla d'ADN per la reparació de tipus HDR, la cèl·lula repararà l'ADN pel mètode NHEJ.

## Mutacions aleatòries
Al 2017 un estudi mostrava que variants d'aquesta enginyeria podia generar mutacions aleatòries no esperades. Dos dies després d'aquesta publicació, la reconeguda revista Science publica un article en que posa en dubte la veracitat d'aquest estudi.

## Història
En 1987, un grup d'investigació va observar una seqüència repetitiva d'ADN al final d'un gen bacterià. Anys més tard, quan es van començar a desxifrar genomes bacterians, sovint es trobaven seqüències repetitives d'ADN seguides de la seva seqüència palindròmica. Inicialment, es varen classificar aquestes seqüències d'ADN sense cap mena de funció. El 2005, però, es van identificar seqüències d'ADN localitzades entre les seqüències repetitives, similars o idèntiques a seqüències trobades a bacteriòfags. Poc després es va descobrir que el bacteri podia destruir l'ADN viral usant CRISPR. En resposta a l'atac d'un bacteriòfag, el bacteri transcriu a ARN l'ADN palindròmic i l'ADN espaiador entre aquestes seqüències repetitives. Aquest llarg ARN és aleshores tallat a petits fragments (anomenats crARN), i aquests fragments d'ARN conjuntament amb l'endonucleasa Cas9 talla l'ADN víric.

## Teràpia Gènica amb CRISPR
Gràcies a la tecnologia CRISPR podem editar l'ADN, és a dir, modificant-lo o corregint-lo s'aconsegueix eliminar l'error cel·lular que fa que una malaltia es desenvolupi.
Aquesta teràpia consta d'un tractament menys agressiu i s'obtenen resultats molt bons, cosa que la medicina convencional no arriba sempre. Hi ha gairebé 6.000 malalties genètiques que el mètode CRISPR pot detectar. D’altra banda, el cost és molt elevat, un tractament d'un pacient costa mig milió d'euros. Davant d'aquest poc accés que hi ha a les persones, sorgeixen els biohackers, que volen democratitzar aquesta ciència.
La teràpia gènica també té el perill que se'n faci un mal ús de la modificació de l'ADN i arribar a l’extrem de canviar les capacitats individuals de la gent, i més si pot arribar a estar a l'abast de tothom.
D'alguna manera s'ha de valorar el tema ètic i posar uns límits. Els toca als científics i experts decidir quins són. Aquesta tecnologia d'edició genètica és altament perillosa en mans d'una societat ambiciosa i corrupte. No es pot frenar l'avenç científic, però és fàcil visualitzar que l'humà podrà decidir com volen els seus nadons i arribar a la cerca de la perfecció humana en contra de la mare naturalesa.